# 藍染惣右介
藍染 惣右介（あいぜん そうすけ）は、久保帯人作の漫画作品およびそれを原作としたアニメ『BLEACH』に登場する架空の人物で死神。アニメの声優は速水奨。ミュージカルでの俳優は大口兼悟→馬場良馬。

## プロフィール
- 護廷十三隊五番隊副隊長→五番隊隊長→虚圏の虚夜宮へ移動
- 身長：186cm
- 体重：74kg
- 誕生日：5月29日

## 人物

### 五番隊隊長としての一面
柔和な風貌をしており、常に笑みを絶やさない穏やかな性格から隊外問わず皆に慕われていた。ルキアの処刑を巡る一連の騒動の最中、何者かによって殺害されたと思われたが、実際は崩玉を手に入れるための策略の一部で鏡花水月の能力で自身の死を装っていただけであり、殺されていなかった。また、ルキアを処刑させようとした張本人である。一人称は「私」(眼鏡をかけていた時は｢僕｣)。
羽裏色は白緑（びゃくろく）。羽織は袖のあるタイプ。好物は豆腐で苦手な食べ物はゆで卵。趣味は読書で特技は書道。書道の腕は名人級で藍染の授業はいつも満員御礼で、選択科目にかかわらず、廊下で講義を受ける生徒が出る程の人気だった。
110年前は五番隊副隊長であり、当時五番隊隊長だった平子真子の部下だった。ゲーム『The 3rd Phantom』の過去編では、朱司波征源の下で五番隊副隊長を務めていた。

### 本性
本性は残虐な性格を秘めた野心家である。また自分の部下は全て目的を果たすための捨て駒としか見ておらず、雛森桃を始めとした部下を手に掛けている。ただ市丸に対しては『彼以外を副隊長だと思った事は無い』との発言を残している。その本性を曝した後も、一見柔和な言動を保ちながらの教唆や詐術・韜晦が習性のようになっており、言動からは本意がつかみ難い。

### 実力
後述する斬魄刀『鏡花水月』の力に加え、白哉との激戦で消耗していたとはいえ一護の『天鎖斬月』を指一本で受け止め速度でも圧倒し、副隊長級の死神はおろか同じ隊長格の死神（狛村や日番谷など）や上級十刃（ハリベル）を、詠唱破棄した鬼道や斬魄刀の一振りで容易く倒すなど、他の隊長格の死神達を超越した戦闘能力を有し、その実力たるや計り知れない。霊圧は並みの隊長格の2倍はあるらしく、霊圧を発するだけで実力を持つ者の殆どを制圧したり怯ませたりしている。また、戦闘能力だけでなく話術にも長けており、教唆や挑発によって相手の精神に揺さぶりをかけることも多い。市丸は藍染の脅威は『鏡花水月』ではなく、出鱈目な戦闘力を持つ十刃達を従わせる程の強さだと評しており、隊長達が『鏡花水月』の能力を警戒する事を『普通に警戒するだけでは不十分』と否定的に見ている。「見えざる帝国」のトップであるユーハバッハも藍染を「五人の特記戦力」の一人として一目置いている。
また他者を惹きこんでしまうカリスマ性を持ち、藍染自身に殺されかけた元部下の雛森桃さえ当初は「藍染は市丸に利用されているだけ」と現実逃避してしまう程だった。それは本来敵であるはずの虚すら惹きつける程で、アイスリンガーからは「藍染様は我等にとって太陽のような存在」と讃えられていた。

### 一護への関心
一護に対して何らかの関心を見せており、一護の事も死神（一心）と滅却師（真咲）の間から生まれた時から知っていた。また、ルキアとの出会いから完全虚化に至るまでの一護の戦いを裏で演出していた張本人。
関心を持っていた理由は、自分たちの手による改造虚・ホワイトと一心との戦闘の際、真咲がホワイトから傷を負わされたことから始まる。死神の虚化のために創られたホワイトによって滅却師である真咲が虚化することは、自分たちにとっても想定外の出来事だったが、ホワイトが死神ではなく滅却師を虚化の対象に選んだことに興味を持ち、その先を見届けようとしていた。後に、一心と真咲の間に生まれた一護を死神・虚・滅却師の力を併せ持つ特殊な存在として注目し、その成長を促そうと一護に幾多の戦闘を仕向けていた。

## 経歴

### 暗躍から離反・敵対へ
浦原が崩玉を封印・隔離していた為に表立った行動を避けていたが、ルキアの魂魄内に隠された崩玉を手に入れるため、中央四十六室全員を皆殺しの上、中央四十六室からの命令の様に見せかけ人間への死神能力譲渡の罪を犯してしまったルキアを双殛で処刑しようと画策していた。
しかし、一護達の瀞霊廷侵入後の働きから、既に処刑失敗の可能性を想定し、別の手段を用意する為、自身が暗殺されたように見せかけた。処刑日程を縮めていく手口で執行を急ぐも、ルキアを救出しようとする一護や恋次達の活躍で処刑は失敗に終わってしまう。しかし市丸や東仙を従え、その別の手段でルキアから直接崩玉を取り出し、手に入れることに成功。その後、「私が天に立つ」と宣言したのちに市丸ギンと東仙要の両名を従えて、ギリアン級大虚（メノスグランデ）の大群と共に、虚圏へと消えていった。
離反後は、自分が完全となった崩玉を使って生み出した破面達を率いている。更に宣言の達成のために『王鍵』創成を目論み、そのために重霊地である空座町を消滅させることを画策している。後に井上織姫の稀有な能力に目を付け、ウルキオラ・シファーに彼女を誘拐するよう指示する。後に、井上織姫の誘拐は黒崎一護と更木剣八を、虚圏に隔離する為だと言う事を自白している。

### 結末
織姫救出を巡る虚夜宮での一護達と十刃の戦いの最中、市丸や東仙そして3番以上の十刃を引き連れ、空座町での決戦を開始。熾烈な戦いの末に迎え撃った隊長格、仮面の軍勢さらには浦原・夜一・一心を倒した後で本物の空座町に侵攻し、一護のさらなる強化のためにたつきら一護の級友達の命を狙うが、断界での修行を終えた一護の「最後の月牙天衝」が決め手で敗北。崩玉が藍染は一護に勝てないという心を取り込んだ為、斬魄刀や死神の力を奪われた（浦原は、崩玉が藍染を主とは認めていないと解釈している）挙句、本物の空座町を襲撃する前に別の鬼道と一緒に打ち込まれていた、浦原の「九十六京火架封滅」によって封印された。
その後、新しくなった中央四十六室により、崩玉と融合しているため死刑に出来ず、真央地下大監獄最下層・第8監獄「無間」にて1万8800年の投獄刑に処される（判決時に彼らを挑発した為に目と口を塞がれ、刑期も2万年に引き上げられた）。なお、封印される直前の言葉から霊王がどのような存在か知っていたらしいが、詳細は最後まで明かされなかった。
藍染が何故王鍵を作ろうと野心を持ち、霊王を殺害した後にどうしようと考えていたのかは明かされていない。一護は、最後の戦いの中で藍染と剣を交えた後に藍染は生まれた時から飛び抜けた才能があったため孤独だったと感じ取っており、自分と同じ（強者の）視点の理解者を求め、それが得られなかったが故に心のどこかで力を失って只の死神に成りたいと望んでいたのではないかと推測している。

### 千年血戦篇
ユーハバッハと獄中で面会し、5人の特記戦力（未知数は霊圧）に入っており、味方になるよう勧誘されたが断ったことがユーハバッハの口から明かされた。その際に鏡花水月か鬼道を使って、ユーハバッハの感覚を僅かに狂わせており、直後に撤退したことから間接的には瀞霊廷の全壊という窮地から一度は救ったことになる。零番隊の話では、霊王を殺害しようとしたのは神になろうと思っていたからとのこと。見えざる帝国の2度目の侵攻の際、四十六室の許可を取り付けた京楽によって部分的に封印を解かれ、浦原や十三隊の前に姿を現す。ユーハバッハから溢れ出た霊王の奔流を自身の霊圧と黒棺を以って全て消滅させ天蓋に亀裂を入れ、霊王宮を撃ち落とそうと霊圧を放出したがマユリの製作した拘束具によって防がれ、直後にナジャークープの襲撃によって約5分程度霊圧を拘束させられたが、本人は自身が5分も動きを止められたは初めてのこととしている。目覚めた時には、霊王宮への門を製作しユーハバッハ達を始末する為に死神とバズビーら滅却師が協力している場面を見て、自身より先に一護達が霊王宮に立ち入ったことで「許し難い男だ」と一種の憤りを感じている。椅子に縛られたままのため他の隊長達と共に霊王宮へは行かず瀞霊廷に残り、侵攻してきたユーハバッハに拘束具を破壊された後に一護や恋次と共闘、鏡花水月の能力でユーハバッハに自身を一護であると誤認させ、自身を攻撃させた隙に一護にユーハバッハにダメージを負わせたが、ユーハバッハの反撃により鏡花水月が砕け自身も影に取り込まれたため催眠状態が解けて敗北した。その後は生存しており、どうやって影から脱出したのかは不明だが最終回では再び幽閉されていることが明らかにされたほか、ユーハバッハが一護に敗北した際に、自分の大義を阻んだために死の恐怖が存在し続けることに関して一護を責めたことに対し、恐怖があるからこそ希望と甲斐が生まれると、一護の戦いと勝利を是としている。
なお、一勇によってユーハバッハの残骸が倒されたところも感知している。

### 小説版
一護との戦いの後の話である小説「BLEACH Spirits Are Forever With You」では、牢獄の中で登場し、8代目の剣八の痣城と対面している。何故現在の剣八が卍解もできなかった一護に負けたのか、真に警戒していたのが、一護以外では総隊長の元柳斎と更木剣八だけだということが語られた。本人曰く、崩玉によって不死の身体を得るまでは更木と戦うべきではないと判断していたという。
「The Death Save The Strawberry」では、直接は登場しなかったが、大罪人と呼ばれるほどの悪事を働いた人物ではあったが功績は今も認められており、死神としての実力や藍染による人心掌握の一貫だったとはいえ改革を幾つも行って死神たちの待遇を良くするなど、管理能力にも優れた人物だったことは確かであり、乱菊や平子ですらも一緒にいて楽しかったこともあったと認めている。また、藍染の考えた鬼道の練習方法は今も使われ、教本にも記載されているとのことで、七緒曰く「非常に効率の良い方法である」ため、現在でも実践している。
「BLEACH Can't Fear Your Own World」では、再度収監される場面が描かれ、東仙を処刑したのは慈悲である事が語られた。また、回想では東仙との出会いも描かれた。

## 戦闘方法

### 斬魄刀
斬魄刀の名は『鏡花水月（きょうかすいげつ）』
能力解放に伴う形状の変化はないが、解放の瞬間を一度でも見た相手の五感を支配し、対象を誤認させることが出来る「完全催眠」という能力を持つ。【卍解】は劇中未使用のため不明。
この能力により、護廷十三隊の隊長格を含む膨大な人数の隊員を自らの催眠下におくことができ、暗躍に大いに貢献した。周囲には完全催眠により「流水系の斬魄刀で、霧と水流の乱反射により敵を撹乱させ同士討ちにさせる能力を持つ」と偽っていた。ドラマCD「騒乱前夜」では、この流水系の能力が味方までも巻き添えを喰らう危険性があるという理由で副隊長を集めて説明会と称して催眠をかけている。
この能力で自らの死を偽装し、特に雛森の精神を錯乱させた。偽装に関して卯ノ花は検査のため藍染の偽装遺体に最も長く触れていたこともあって違和感を覚えたものの、催眠を解くまで誰にも完全に解明する事はできなかった（この時、鏡花水月で藍染の遺体に見えるように暗示が掛けられていた）。完全催眠から逃れる為には能力の発動前から刀に触れている必要があるが、この事実を知っているのは市丸だけである。また、視覚を通じて催眠状態に陥らせる能力であるため、盲目である東仙にだけは通用しない。さらに、8代目の剣八にも（具体性は不明だが）通用しないことが小説で判明している。
一護にはこれまで解放の瞬間を一度も見せていなかったため、能力を発動しておらず、直接対決時にも使われることはなかった。一護の無月を喰らった後に消滅し始めており、藍染は、崩玉が自分にはもう斬魄刀は必要ないと判断したからと語っている。さらに、浦原の放った鬼道が発動した後に崩玉が暴走し、粉々に砕け散って消滅した。千年血戦篇では再び所持し、ユーハバッハの全知全能の未来改変に有効であったことから、解放の瞬間を見てない一護がユーハバッハにダメージを与える鍵となった。
催眠の解号は「砕けろ『鏡花水月』（くだけろ『〜』）」。

### 崩玉との融合
空座町での決戦時には崩玉を体内へと取り込んでおり、崩玉の防衛反応により自身が負った傷すらも超速再生のように回復する効果を見せ、また一心との戦闘中に崩玉自体と融合した事で、さらに戦闘力が増強した。その力は戦闘を見ていた一護も本能的に藍染には勝てないと悟ったほどだった。
戦いが進む中で着々と進化をし、その外観もそれに伴い変化した。浦原参戦時から、蛹のような仮面が全身を覆った異形の形態へと変化し、この形態から右手そのものが斬魄刀と融合した（この形態になって、夜一の攻撃を受けた直後に右手と斬魄刀が融合した）。一定時間が過ぎると仮面の頭部部分が剥がれ落ち、霊感がない人間が触れると存在を失わせるほどの能力を得た。その際の外見は髪が長髪になり、瞳の色が白黒反転している（この形態以降も同様）。その後、部下であった市丸の裏切りをきっかけに、背中に蝶の様な翼を生やした姿へと変貌する。さらに空間を瞬時に転移する能力を身に付け、その能力で市丸を瞬殺した。
そして一護に追い詰められて逆上した際に顔の皮が剥がれ、背中の羽が無数の首を持つ触手となった虚に近い姿へと変貌した。なお、崩玉を取り込んだことでほぼ不死に近い状態となっており、浦原も封印することでしか藍染を止められなかった。
技「ミジョン・エスクード」
背面に100万層からなる盾を作りだし、死角からの攻撃を防ぐ技。
技「エル・エスクード」
敵の攻撃を薄いガラス状の膜で防ぐ技。ただし、強い衝撃には耐えきれない。
技「フラゴール」
崩玉との最終融合時に使用。羽の先端についた口から霊圧の弾を発射する。威力は相当に高く、一撃で地形が変わるほどである。
技「ウルトラフラゴール」
フラゴールの強化版。すべての頭部から放出した霊圧の弾を繋げたリング状の攻撃を放つ。しかし、一護にはたやすく破られてしまった。

### 鬼道
藍染は九十番台の破道を詠唱破棄で放てる実力を持つ。その他の鬼道も並の死神が発動するそれとは一線を画している。
破道の六十三 雷吼炮（らいこうほう）
詠唱破棄で放つだけでも周囲に凄まじい雷撃が立ち込めるほどの威力を誇る。
破道の九十 黒棺（くろひつぎ）
九十番台の上級鬼道でその威力は並みの鬼道とは別格。ルキアの処刑場で狛村に対して使用し、戦闘不能に追い込んだ。藍染はこの鬼道を詠唱破棄していたが、本人曰く本来の3分の1も出せてなかったそうであるため、100%の威力は狛村が受けたそれとはまた別格であると思われる。
最終決戦の際には、崩玉と融合した状態で一護に対して完全詠唱の黒棺を使用し、時空が歪むほどの重力だったらしいのだが、一護が黒棺を崩壊させたため、威力の程を知る事はできなかった。
千年血戦篇で再登場した際には、拘束具と天蓋の破壊や霊王の力の奔流を一掃するために詠唱破棄で発動。周囲の全てを跡形も無く消し去る程の威力を見せたが、浦原によれば、詠唱破棄したにもかかわらず一護との決戦時と同等以上の威力であるらしい。作中ではこの発動時が藍染の使用する黒棺の威力をまともに窺える唯一の場面である。
破道の九十九 五龍転滅（ごりゅうてんめつ）
九十番台の最上級鬼道。藍染の実力ならば、この鬼道ですら詠唱破棄で難なく発動することができる。大地が割れ、巨大な竜型の鬼道が出現して攻撃する術。作中では、最終決戦で一護と共闘した時にユーハバッハに対して使用し、この鬼道を使って接近した。
縛道の八十一 断空（だんくう）
藍染は詠唱破棄で唱えていたにもかかわらず、鬼道衆総帥・大鬼道長を務めていた鉄裁の「飛竜撃賊震天雷炮」を防ぐ防御力を見せた。

## 構想背景・その他
藍染の造形は、護廷十三隊が作者の久保帯人が頭の中で外見が定まっている複数のキャラクターを並べた時に良い感じになるという見た目のバランスを取っ掛かりにし、外見を描いてから性格を考え名前を考えている時にはキャラ設定が定まっているという手法で造形がされた中で、日番谷と同様にその手法以外で意図的に入れたキャラクターである。構想としては尸魂界篇において護廷十三隊内での揉め事を描くために描かれ、執筆時は五番隊のキャラを詰めてなかったため隊長へと設定した。後に藍染は尸魂界を裏切り次章となる破面篇で敵対することとなるが、このことについて久保は尸魂界篇の終盤辺りを描く内に藍染はここでは死なないという気になったと語っている。
なお、2015年に発行された「13 BLADEs.」の作者インタビューによれば、インタビュアーの「物語を書き続けたいと思ったのは？」との質問に「藍染が仮に死ぬ場面」と回答している。
ライターのふくだりょうこは、藍染が霊王を倒そうとして起こした戦いについて、破面篇終盤の「勝者とは常に世界がどういう物かではなく、どうあるべきかを語らなければならない」の台詞を引き合いに、世界がどうあるべきかが見えていた藍染はそのために戦ったが「どういう物か」を語る者達に負けたと評し、どちらが正しいのかは分からないが一護達が今ある世界を守ったことと、藍染があるべき世界を作ることをどちらも正義とし、勝者の語る世界が正しいとされるなら世界は理不尽に思えるため、藍染の存在はそのような理不尽を語るための存在かもしれないと評している。また藍染の孤独について、誰も逆らえない強さを持つ藍染に対し一護や護廷十三隊が結束するほど孤独さが際立つと評し、破面篇以降も生かされたことについて、永遠の孤独を課せられた藍染に仲間と力を合わせて一護は勝利したが「孤独よりも仲間が強いというメッセージだけならば、藍染は倒されていただろう」とし孤独であることを否定せず、作者が藍染を一護とは対極に位置付けることで一護の存在意義を際立たせたかったのではと評している
2021年6月30日、Disney+で配信されるマーベル・スタジオ製作のドラマシリーズロキとの特別企画で、“裏切り王子”と評される主人公・ロキと久保の描き下ろしによる藍染が並び立つビジュアルが公開された。